# Nor Havadk
Nor Havadk (arménien : Նոր հաւատք, littéralement « Foi nouvelle ») est une revue littéraire en langue arménienne fondée par Bedros Zaroyan et Zareh Vorpouni en juin 1924 à Marseille et qui ne connaît qu'un numéro.

## Historique
Nor Havadk est lancé par Bedros Zaroyan et Zareh Vorpouni en juin 1924 à Marseille. Ils se connaissent depuis leurs études à Constantinople et vivent alors tous les deux dans la cité phocéenne. Participent aussi à la revue des auteurs comme Nigoghos Sarafian et Krikor Djizmédjian.
La déclaration d'intention met l'accent sur les évènements tragiques qui ont touché le peuple arménien : le génocide et l'exil des survivants. Ainsi, l'objectif de la revue est de fournir un espace de réunion et d'expression aux écrivains de la diaspora.
Comme le note Krikor Beledian, la littérature publiée dans Nor Havadk « baigne dans une atmosphère de désolation et d'absence ».
La revue ne connaît qu'un numéro.